# 少女向けアニメ
少女向けアニメ（しょうじょむけアニメ）は、少女が見ることを想定して製作されたアニメの総称。

## 概要
少女漫画原作の作品が多く、次項で挙げる「幼児 - 小中学生向け作品」は、小学生以下を対象としたいわゆる「女児向けアニメ」の一部、「10代以上向け作品」は狭義の「女性向けアニメ（女子アニメ）」の一部とされている作品が多い。
少女漫画を原作としてアニメ化された作品については、少女漫画関連アニメ作品の年代別一覧も参照のこと。
※作品名が太字のものは漫画か小説を原作とするか原案を引用してアニメ化を含む何らかの映像化が行われた作品を指し、細字のものは漫画や小説を由来としない「アニメオリジナル作品」を指す。

## 幼児 - 小中学生向け作品
本ジャンルの発祥は『りぼん』及び『なかよし』の小中学生向け少女漫画雑誌に連載された少女漫画を原作とした『魔法使いサリー』（第1作・1966年）・『リボンの騎士』（1967年）・『ひみつのアッコちゃん』（第1作・1968年）の3作である。東映・東映動画製作の『魔法使いサリー』及び『ひみつのアッコちゃん』は東映魔女っ子アニメシリーズの端緒となる作品であった。
1970年代になると低年齢層と高年齢層向けに作品の傾向が分かれ始めるようになり、低年齢層向けにおいては東映魔女っ子アニメシリーズの続編となる『魔法のマコちゃん』で原作が存在しない「アニメオリジナル作品」が登場し台頭していったが、後半時期には男児層の「変身ブーム」の衰退を端緒にキャラクター物の人気に陰りが見えていた。そんな中で1976年に現在に通ずる「少女漫画原作アニメ」の原点となった『キャンディ・キャンディ』が誕生、女児向け玩具のビジネスモデルを築き上げ、以後の本ジャンルの商品展開に大きな影響を与えた。
1980年前半は『おはよう!スパンク』（1981年）が『キャンディ・キャンディ』に続き原作物で商品展開を成功させヒットした。また、折からのアニメブームの勢いで『魔法のプリンセス ミンキーモモ』（1982年）、『魔法の天使クリィミーマミ』（1983年）、『とんがり帽子のメモル』（1984年）など「アニメオリジナル作品」が再び台頭し、立て続けにヒットした。
1980年代後半になると、『とんがり帽子のメモル』は時間帯移動の憂き目にあい、同枠の数年後の『新メイプルタウン物語 パームタウン編』は放映途中から少年向けアニメの『ビックリマン』と抱き合わせたコンプレックス枠になって『ビックリマン』に主力を譲り、また、ぴえろ魔法少女シリーズは『魔法の天使クリィミーマミ』の成功によってシリーズ化されたものの、最終作の『魔法のアイドルパステルユーミ』では放映期間の打ち切りが生じ、1980年代前半からのアニメブームはこの時期より衰退して 冬の時代に入った。1980年代末期にはアニメブームと正反対の流れとして赤塚不二夫・藤子不二雄原作アニメなど1960年代にヒットした作品のリメイクが多くなり、女児向けでも『ひみつのアッコちゃん』（第2作・1988年 - 1989年）『魔法使いサリー』（第2作・1989年 - 1991年）が復活するが、どちらも原作および1960年代に放映されたアニメ版第1作から大幅にリニューアルされ、「アニメオリジナル作品」と同然であった。
1990年代に入るとアニメブームが再燃し、本ジャンルでも『ちびまる子ちゃん』（1990年 - 1992年、1995年 - ）、『きんぎょ注意報!』（1991年 - 1992年）、『美少女戦士セーラームーン』シリーズ（1992年 - 1997年・以下『セーラームーン』）の大ヒットで10年ぶりに「少女漫画原作アニメ」が息を吹き返した。特に『ちびまる子ちゃん』は国民的アニメとなり、東映が得意とする「魔法少女」、「変身ヒロイン」、「戦隊」の3要素をミックスさせた『セーラームーン』は国内外を問わず幅広い年齢層に支持され、玩具も爆発的にヒットした。そして、この3作品の成功を元に1993年頃から『姫ちゃんのリボン』（1992年 - 1993年）、『赤ずきんチャチャ』（1994年 - 1995年）、『ママレード・ボーイ』（1994年 - 1995年）などを筆頭に多様な作品が続々とアニメ化され、本数が激増した。このうち『ママレード・ボーイ』は高校生以上の女性にも人気が高く、今までアニメ化が行われることが少なかった後述の10代以上向けの作品のアニメ化を促すきっかけを作り、少女向けアニメの様相が一変した。
1990年代中盤になると作品の総数が増えたことにより競争が激化し、特にバトルヒロイン系は元祖格の『セーラームーン』が大ヒットとなった影響で『赤ずきんチャチャ』もバトルヒロイン物に一部手直しされたり、さらには『愛と勇気のピッグガール とんでぶーりん』（1994年 - 1995年）、『魔法騎士レイアース』（1994年 - 1995年）、『愛天使伝説ウェディングピーチ』（1995年 - 1996年）、『ナースエンジェルりりかSOS』（1995年 - 1996年）、『怪盗セイントテール』（1995年 - 1996年）といった類似した作品がほぼ同時期にアニメ化されて乱立状態に至り、商業的に不振に陥った作品も多くなった。1996年には元祖格『セーラームーン』ブームが去って、新たに玩具商品がヒットした作品がラブコメディ物の『こどものおもちゃ』（1996年 - 1998年）のみとなり、バトルヒロインブームは衰退し始めた。またこの時期には『あずきちゃん』（1995年 - 1998年）や『水色時代』（1996年 - 1997年）のように小中学生向けの作品でありながら、玩具商品の展開をほとんど行わなかった作品が増加した（詳細は下記参照）。1995年から第2期の放映が始まった『ちびまる子ちゃん』も「ファミリー向けアニメ」として定着し玩具商品がほとんど発売されなくなった。
1990年代後期の1997年には『セーラームーン』の満5年間続いた放映が終了し、後継はアニメオリジナルの『キューティーハニーF』（1997年 - 1998年）及び、児童小説が原作で未就学児童・小学校低・中学年を主な対象とした『夢のクレヨン王国』（1997年 - 1999年）となった。1998年には『こどものおもちゃ』も終了し、『姫ちゃんのリボン』から5年半続いた『りぼん』原作アニメの流れが終息した。『セーラームーン』の後継としてヒットが期待されていた『キューティーハニーF』や『神風怪盗ジャンヌ』（1999年 - 2000年）は視聴率や商業面で不振に終わり、『カードキャプターさくら』（パイロット版：1997年、放送：1998年 - 2000年）は原作やアニメが少女のみならず若年層のアニメファンにも大ヒットし2度も映画化されものの、未就学女児など低年齢層への訴求はいまひとつで、玩具はヒットに至らず、そして『夢のクレヨン王国』の低年齢向け路線を継ぎ「アニメオリジナル作品」として登場した『おジャ魔女どれみ』シリーズ（1999年 - 2003年）はバトル要素のない純然たる「魔法少女」アニメとなり、バトルヒロイン系はニッチなジャンルとなり、かつての勢いは鳴りを潜めた。一方でこの時期には「女児向けアニメ」として作られていない作品の女児層へのヒットも目立ち、幼年漫画が原作の『とっとこハム太郎』（2000年 - 2008年・2011年 - 2013年）、もともと男児向けアニメながら『ちゃお』掲載のタイアップ漫画の影響もあって、女児層にも人気が拡大していた『ポケットモンスター』(1997年・1998年 - )、そして中高生向け少女漫画原作アニメの年齢層の拡大も起きていた。その一方で『セーラームーン』や『ママレード・ボーイ』などが人気を牽引していた1990年代前半と打って変わって『なかよし』・『りぼん』原作アニメの話題性や影響力が小さくなっていき、1995年度から微減傾向にあった2誌の部数の著しい減少が始まった。
2002年には公立の小中学校が完全週休2日制になったことを睨み、テレビ東京系において『満月をさがして』（2002年 - 2003年）、『東京ミュウミュウ』（2002年 - 2003年）、『わがまま☆フェアリー ミルモでポン!』シリーズ（2002年 - 2005年・以下『ミルモでポン!』）と、広告代理店・出版社・スポンサー企業において競合関係となる3作を土曜朝に並べて放映するという試みが行われ、最も後座の『ミルモでポン!』が高視聴率となって放送期間が延長され、2003年秋から2005年秋のシリーズ終了まではゴールデンタイムに昇格して放映された。この結果、この時期の『なかよし』・『りぼん』の部数低下が止まらない中で『ちゃお』の部数は『ミルモでポン!』効果で伸び、2002年に両誌を抜いて少女漫画誌で首位となった。
2004年には「アニメオリジナル作品」の『ふたりはプリキュア・ふたりはプリキュア Max Heart』（2004年 - 2006年）が視聴率面・商業面とも大ヒットし、1990年代後半に一度低迷していたバトルヒロイン系の人気が復活する。さらに第4・5作目(3代目)の『Yes!プリキュア5・Yes!プリキュア5GoGo!』（2007年 - 2009年）及び第7作目(5代目)の『ハートキャッチプリキュア!』（2010年 - 2011年）の大成功によって『プリキュアシリーズ』（2004年 - ）へと昇華し、「女児向けアニメ」全体を見ても2024年4月現在も続く史上最長のシリーズ作品となり、「アニメオリジナル作品」が少女漫画原作アニメに代わって「女児向けアニメ」の主役に取って代わられるきっかけとなった。
一方で『ちゃお』原作の『きらりん☆レボリューション』シリーズ（2006年 - 2009年）も当時モーニング娘。に所属していた久住小春とタイアップした音楽CDやカードゲームなどが大ヒットし一大ブームとなり、従来のヒット作よりも若干低年齢層となる小学校低学年を中心に売れた。また、『しゅごキャラ!』シリーズ（2007年 - 2010年）は初期に展開されていた玩具商品こそ不振で1年目限りで姿を消したものの、Buono!を起用した主題歌CDの売上が堅調で長期にわたってアニメ化された。また、これらの作品に交じる形で2000年から2003年にかけて『セーラームーン』シリーズ、2004年と2006年に『カードキャプターさくら』が共に全国ネットで再放映され、玩具商品が再発売された。2000年代の幼児・小中学生向け作品群の特徴として、『キャンディ・キャンディ』や『セーラームーン』といった大ヒット作を除いて1-2年ごとに新作に入れ替えていた1990年代までと打って変わって、アニメ化する本数を絞る代わりに作品の人気が低迷するまで原作をアニメに合わせて継続する商業展開が多く見られ、中には3年以上続く作品も見られた。また、『ちびまる子ちゃん』を除き、後述の10代以上向け作品と年齡層及び方向性が分かれ、幼児から小学中学年までの低年齢層が主な対象となり、『おジャ魔女どれみシリーズ』や『プリキュアシリーズ』などの「アニメオリジナル作品」と同じく「女児向けアニメ」として括られることが多くなった。
2010年代は『しゅごキャラ!』シリーズ及び、2009年4月に登場した『極上!!めちゃモテ委員長』（2009年 - 2011年）や同年10月に登場した『夢色パティシエール』シリーズ（2009年 - 2010年）など当時の『なかよし』『りぼん』『ちゃお』を代表するアニメが、商業面で『プリキュアシリーズ』や『サンリオキャラクターテレビシリーズ』などの「アニメオリジナル作品」に敗退したことが鮮明となり、2011年以降はそれらに加えて『プリティーシリーズ』（2011年 - 2022年）や『アイカツ!シリーズ』（2012年 - 2020年・2021年）のヒットにより「アニメオリジナル作品」が完全に主流となった。その結果、2000年代以前と比べて少女漫画を原作とした作品がアニメ化される機会が大幅に少なくなり、2011年3月の『極上!!めちゃモテ委員長』の終了から『12歳。〜ちっちゃなムネのトキメキ〜』（2016年）開始の同年4月までの約5年間と、2018年10月の『若おかみは小学生!』（2018年）の終了から2023年4月現在に至るまでは小中学生向け少女漫画を原作としたアニメのうち、地上波にて全日帯の単独枠で本放送された作品が1990年代から続く『ちびまる子ちゃん』のみとなり、単独枠での新作アニメが放映されない状況に陥っている。その煽りを受けた『なかよし』・『りぼん』・『ちゃお』の各誌も、本誌やコミックスの売上部数や発行部数が激減している。
2020年に入り、新型コロナウイルス（COVID-19）の影響による消費落ち込みの影響や他ジャンルのアニメコンテンツとの競合の激化および流出もあって、「少女漫画原作アニメ」に数年遅れる形で「アニメオリジナル作品」も冬の時代を迎えている。2021年6月には『アイカツ!シリーズ』の最新シリーズである『アイカツプラネット!』が放送開始後半年で放送終了、2022年は『サンリオキャラクターテレビシリーズ』の最新シリーズである『ミュークルドリーミー みっくす!』が3月に、『プリティーシリーズ』の最新シリーズである『ワッチャプリマジ!』も10月に相次いで放送終了し、同年秋から「女児向けアニメ」の主力作品は『プリキュアシリーズ』のみ、ショートアニメを合わせても同年10月から放送開始したテレビ東京系日曜9時30分枠(後半15分)の『ぷにるんず』の2作のみとなった。
2023年3月には『ぷにるんず』も終了した事により、2023年度（2023年4月から2024年3月）に放送された「女児向けアニメ」作品は『プリキュアシリーズ』第20作目（18代目）の『ひろがるスカイ!プリキュア』、2024年2月からは同第21作目（19代目)の『わんだふるぷりきゅあ!』のみとなっていた。2024年度は『プリティーシリーズ』のテレビアニメが同年4月から1年半ぶりに再開、第5世代に当たる『ひみつのアイプリ』となり、『プリキュアシリーズ』のみの状態は解消されている。

## 10代以上向け作品
1970年の『おくさまは18歳』などスポ根衰退の影響で小学校高学年～高校生に相当する10代少女向けのドラマが製作される中、アニメにおいても1971年に『さすらいの太陽』、翌1972年には『モンシェリCoCo』が製作され、特に前者は日本初の芸能界を舞台にしたアニメとされ、後に頻出する歌手が主人公を演じるタイアップの嚆矢となっている。その後、1979年の『ベルサイユのばら』、『はいからさんが通る』（1978年）、『パタリロ!』（1982年）などの様に後世に名作と伝えられる作品をいくらか輩出している。ただ、これらの作品は玩具などの商業展開が確立されているとは言えず、辛うじて人形が販売されたり、音楽商品の商業展開に留まっていた。アニメブームの追い風の中、1983年には小学生以上の視聴層をメインターゲットとした作品としては初の映画化となる『パタリロ!』の劇場版が東映系で上映された。『ベルサイユのばら』も1987年に製作された総集編を元に音声を再録し、1990年に劇場公開されている。1985年頃までこの路線の作品のアニメ化が続いたが、それ以降の10年間はまばらな状態となる。
だが、1992年の『セーラームーン』及び1994年の『ママレード・ボーイ』の大ヒットに触発され、テレビ東京系において『ふしぎ遊戯』（1995年 - 1996年）がアニメ化されてヒット、続編がOVA化されるなどの長期シリーズとなった。翌年以降も『赤ちゃんと僕』（1996年 - 1997年）、『花より男子』（1996年 - 1997年）、『CLAMP学園探偵団』（1997年）など小学中、高学年以上の年齢層を中心とした作品や、『少女革命ウテナ』（1997年）など女性に加え青年男性もメインターゲットにした作品が続々登場し、10代をターゲットにしたアニメが復権、1996年頃から小学校中学年以下の幼年層を対象に含めた作品群の多くが不振となり縮小し始める一方で、10代以上向けの作品の本数は拡大し続け、少女漫画原作アニメの年齢層が大きく広がった。
1998年春には『LEGEND OF BASARA』が独立局ながらも少女漫画原作アニメでは初めて深夜帯に放映された。同年秋の『彼氏彼女の事情』（1998年 - 1999年）でもテレビ東京や同系列の5局では全日帯で放送されつつも系列外の多くの地方局では深夜に放映され、翌1999年の『KAIKANフレーズ』（1999年 - 2000年）の後半に制作された分はキー局のテレビ東京系6局でも深夜に放映された。しかし、2000年から2004年頃までは中高生以上向け漫画を原作にした作品でも『フルーツバスケット』（初代:2001年）や『学園アリス』（2004年 - 2005年）など低年齢層も狙って全日帯に放映されるケースが多く、さらに『しあわせソウのオコジョさん』（2001年 - 2002年）のように小学生以下の女児やファミリーでの需要を意識し内容面や絵柄など低年齢層向けに支持されやすいよう演出・改変された作品もあった。その中で2004年に『マリア様がみてる』シリーズ（2004年・2006年 - 2007年・2009年） が久々に深夜帯に放映された。
2005年より、フジテレビにおいて主にF1層を意識した展開を図るアニメ枠「ノイタミナ」(2005年 - 放送中)が新設されると、ターゲットも今まで中学生前後の少女が主体だったのが、従来はアニメを見る機会が少ないとされていた高校生・大学生・成人の女性が中心となり、内容も深夜帯ということで描写の制限が緩くなるためか、原作に忠実な作品が多くなり始める。また、2006年には日本テレビの『animo』枠及び、AT-Xの「アニメ女子部」といった「ノイタミナ」と同様の層を意識したアニメ放映枠が設けられた（ただし、「animo」は『NANA』（2006年）一作限りで消滅した）。こういった情勢から『ハチミツとクローバー』シリーズ（2005年・2006年）、『NANA』、『ラブ★コン』（2007年）、『のだめカンタービレ』シリーズ（2007年・2008年・2010年）、『夏目友人帳』シリーズ（2008年・2009年・2011年・2012年）、『君に届け』（2009年 - 2010年）、『ちはやふる』（2011年 - 2012年）といったヒット作が次々と生まれ、特に『のだめカンタービレ』に至ってはファン層を小学校低中学年の女子にまで広めた商品展開が行われ、『夏目友人帳』シリーズも元々深夜アニメながら再放送では全日帯に移るほどの人気となった。
2010年代前半は前述の幼児・小中学生向け作品が減少しても、これらの主に10代以上の女性をターゲットとした作品群は比較的好調であり、2013年度を除いて新作アニメがリリースされており、2015年は『俺物語!!』が深夜帯としては高い視聴率(3.4％)を記録していた。しかし2010年代の後半にあたる2016年以降は10代以上向けの作品群でも少女漫画原作アニメに関しては新規にアニメ化される作品数が減少する傾向にある。
一方で2010年代から、『美少女戦士セーラームーンCrystal』（2代目：2014年・2015年・2016年・2021年・2023年）や、『フルーツバスケット』（2代目：2019年・2020年・2021年）がいずれも初代アニメよりも原作者の意向に沿い、かつての初代アニメの視聴者や原作の読者であった主に1980年代から1990年代生まれの層に向けたリメイクという形態で再アニメ化されている。2022年にはもともとアニメ化前提のメディアミックス作品だった『東京ミュウミュウ』も深夜アニメの『東京ミュウミュウ にゅ〜♡』（2022年・2023年）としてリメイクされた。また『おジャ魔女どれみ』の20周年を記念したスピンオフの『魔女見習いをさがして』が当時の視聴者であった1990年代生まれの層に向けて2020年に映画化されている。2023年には『プリキュアシリーズ』においても『Yes!プリキュア5GoGo!』の続編『キボウノチカラ〜オトナプリキュア‘23〜』が当時の視聴者であった主に2000年代前半生まれの層に向けて2023年10月にNHKEテレの全日帯でアニメ化された。また2024年1月から『魔法つかいプリキュア!』（2016年 - 2017年）の続編、『魔法つかいプリキュア!!〜MIRAI DAYS〜』が「ANiMAZiNG!!!」枠にて深夜アニメ化された。
小中学生向け少女漫画雑誌『なかよし』や『りぼん』で掲載された一部作品でも10代以上もターゲットと見据えて深夜帯やインターネット上でアニメ化され放送されたものもある。『なかよし』掲載の作品にはそれが多く、原作をアニメ化した作品では『さばげぶっ!』（2014年）・『美少女戦士セーラームーンCrystal』・『カードキャプターさくら クリアカード編』、アニメを漫画化した作品では『地獄少女』（2005年 - 2006年・2006年 - 2007年・2008年 - 2009年）がある。また原作小説を漫画化した後にアニメ化され、一部がアニメと並行して「なかよしKC」でコミックス化された作品では『ゴーストハント』（2006 - 2008年）が該当する。『りぼん』では『あにゃまる探偵キルミンずぅ』（2009年 - 2010年） が漫画化され、それ以後15年間は深夜アニメ化がなかったが、2025年1月には『ハニーレモンソーダ』が『りぼん』原作作品としては初めて深夜帯（フジテレビ系の+Ultra枠）にてアニメ化され、同時期には『なかよし』連載の『どうせ、恋してしまうんだ。』もTBS系の深夜枠にてアニメ化された。一方で『ちゃお』では原作漫画が深夜帯にアニメ化されたり、深夜アニメを漫画化したケースのいずれもない。

## 販促方法や販促商品の変化
幼児 - 小中学生向け作品
1960年代から1996年頃までの長い間、このジャンルのアニメにおけるマーチャンダイジングは、玩具（電子ゲーム・プライズ商品を除く）、キャラクターの絵が入った文房具、食品などの関連商品の販促が主体であった。『セーラームーン』などの幼児から小学高学年を対象とした作品はもちろん、小学校中～高学年以上をメインターゲットとし年齢層が比較的高めであった『ママレード・ボーイ』、『ふしぎ遊戯』（1995 - 1996年に放映されたTVアニメ版）、『花より男子』（アニメ版）などの作品でも、そのほとんどが玩具会社・文具メーカーなどとタイアップをしていた。
これらの玩具展開は『きんぎょ注意報!』と『セーラームーン』で定着したと言われているが、早くも1995年頃から視聴率の低迷や売上不振に陥る作品が出始め、特に1997年3月に『セーラームーン』の本放送が終了した時にはこのジャンルのアニメにおいて、玩具の販促を目的とする作品群が完全に衰退したことが明確となった。当の1997年は『セーラームーン』の後番組としてリメイク作品の『キューティーハニーF』が、同年9月には『花より男子』の後番組として原作は少女漫画ではなく児童向け小説とし、それまでの小学高学年をターゲットとした路線から幼稚園児・小学校低学年がメインの低年齢層向けにシフトした『夢のクレヨン王国』(1997 - 1999年)が登場し、翌1998年にかけてこの2作の関連商品が多数発売されたが、その一方で、少女漫画原作アニメの『ケロケロちゃいむ』（1997年）には玩具および文具商品を発売するスポンサーが付かず、関連商品がほとんど発売されない状態であった。
1997年以降、『夢のクレヨン王国』や、その後番組のアニメオリジナル作品である『おジャ魔女どれみ』が成功し、また『少女革命ウテナ』など映像商品や音楽CDなどに頼り、玩具・文房具の販促を全く行わない後述の高年齢層向けの作品も成功し始めるようになると、本ジャンルのアニメにおける市場構造と、アニメ製作会社・スポンサー企業におけるマーケティング戦略が大きく変化 し、このジャンルのアニメからは、低年齢層向けの作品を除き玩具・文房具といった商品の販促が絡む作品が大幅に減少した。
それでも2000年代は『わがまま☆フェアリーミルモでポン!』シリーズ、『きらりん☆レボリューション』のヒットで一時期は盛り返していたものの、2008年になると『きらりん☆レボリューション』のブームが終息し、やがて低年齢層向け少女漫画がアニメ化される本数も激減した。そして2010年代以降で電子ゲーム・プライズ商品を除く玩具の販促が絡む作品は2010年から2019年までの10年間で『極上!!めちゃモテ委員長』、『夢色パティシエール』、『12歳。〜ちっちゃなムネのトキメキ〜』、『プリプリちぃちゃん!!』（2017年）、『カードキャプターさくら クリアカード編』のみと僅かとなった。
また、1980年代前半及び、1990年代後半以降は小中学生向けの作品でも、後述の10代以上向け作品と同様に、玩具主体ではなく原作が掲載された雑誌やコミックス、音楽CD、映像商品（DVDビデオ等）などの販売促進にマーチャンダイジングの主軸をおいた作品も登場する。更に1990年代後半からは玩具の販売が全く行われなかった作品も生じ始めた。
10代以上向け作品
先述の『ふしぎ遊戯』（TVアニメ版）、『花より男子』と『みかん絵日記』（1992年）、『赤ちゃんと僕』、『夏目友人帳』などにおいて玩具化されている。それ以外の作品でもゲームセンター用のプライズ商品や電子ゲームが展開されているものもある。
玩具以外では音楽商品として1980年代『花とゆめ』や『りぼん』などの少女漫画においては漫画作品のイメージソングや短編のドラマを収録したイメージアルバムの展開が積極的に行われており、その流れから『ベルサイユのばら』や『パタリロ!』などのアニメ化作品においても声優を主体にした音楽商品が展開されていた。1980年代後半にはアニメ作品そのものが途絶え息を潜めたが、漫画作品のイメージアルバムの音楽商品自体は好調であり。その流れで1987年頃『闇のパープル・アイ』のイメージアルバムの音楽に映像をつけたミュージックビデオが発売され、当ジャンル初のOVAとなる。その後1988年の『妖精王』を筆頭に1993年まで『花とゆめ』原作の作品が連作され、後の花とゆめ原作のテレビアニメの礎になる。その後、1995年の『ふしぎ遊戯』シリーズと1997年の『少女革命ウテナ』を皮切りに一部の男性向けアニメやOVA作品と同じくDVDやCD、有料放送、ネット配信など映像・音楽商品の売上での制作費の確保を企図する作品が増え、「ノイタミナ」など女性をターゲットとしたアニメ枠が登場した2000年代中盤以降はアニメファンを意識せず、高校生以上の女性のみをメインターゲットとする作品が増加した。